# Baronija Zottegem
Baronija Zottegem (tudi dežela Zottegem) tudi pisno kot Sotteghem,  je bila ena od petih baronij (imenovanih tudi  praporsko gospostvo ('banderies' ali 'roden') dežele Aalst v okviru Svetega rimskega cesarstva. 

## Zgodovina
Najzgodnejši opis sestave 'dežele Zottegem' lahko najdemo v listini iz leta 1317. Takrat so to entiteto sestavljale naslednje vasi: Zottegem, Erwetegem, Strijpen, St.-Goriks-Oudenhove, Godveerdegem, Grotenberge (z gospostvom Wassenhove in Leene), St. Maria-Oudenhove, Roborst (Bost, Borst), Michelbeke in Velzeke. V tem okviru so se po 14. stoletju formirale entitete: svobodno mesto Zottegem, svobodno (alodialno) gospostvo Zottegem.  Alodialno svobodno gospostvo gospodov Zottegemskih se v večjem delu v tem obsegu opisuje že leta 1286, za časa Gerarda Zottegemskega.
Gospodje Zottegemski so sedež svoje posesti imeli na utrjenem gradu moti s prekopom na mestu Egmontskega gradu. Gospodje Zottegemski so svoj družbeni in politični položaj moči pridobili med bojem za oblast med flamskim grofom in nemškim cesarjem v 11. stoletju. Gospodje Zottegemski iz 12. stoletja so bili plemiči visokega družbenega statusa; nosili so nazive, kot so baron (praporni gospod), nobilis (plemič) in miles (vitez). Gospodje Zottegemski so postali praporni gospodje in vladarji Baronije Zottegem – po 12. stoletju pa so oblast in posest razširili po bližnji soseščini.
Osrednje območje posesti gospodov Zottegema okoli Egmontskega gradu je sčasoma prešlo v last rodbine Edingen (13. stoletje), rodbine Melun (14. stoletje) in rodbine Luksemburško-Fienneških (15. stoletje). Gospostvo Zottegem je prišlo v last plemiške rodbine Egmontskih od 1530 do 1707 (z dediščino Frančiške Luksemburške po njenem bratu Jakobu III. Luksemburško-Fienneškem). Baroniji in gospostvu je od leta 1541 vladal Lamoral Egmontski in nato njegovi potomci (Filip, Lamoral II., Karel II., Ludvik, Ludvik Filip, Ludvik Ernest, Prokop Franc ). Po letu 1707 je območje prešlo v roke hiše Pignatelli( Prokop Pignatelli , Gvido Feliks Pignatelli , Kazimir Pignatelli ), vse do izginotja v francoskem obdobju.
Uprava dežele Zottegem je bila prvotno razdeljena na dva upravno neodvisna svetniška odbora. Prvi za 'Zottegem Vrijheid', pristojen za mesto Zottegem. Drugi za  „deželo in svobodno gospostvo Zottegem“, pristojen za: Erwetegem, Godveerdegem, Grotenberge, Sint-Goriks-Oudenhove, Strijpen, Wijnhuize, Bevegem (kos podeželskega območja župnije Zottegem), in gospostvi Hermeis in Wassenhove. Svetniški odbor „Dežela in svobodno gospostvo Zottegema“ so vodili deželni svetniki; vsaka vas je imela predstavnika. Od leta 1654 sta se oba svetniška odbora združila v en odbor Zottegem (mesto in gospostvo) s šestimi odborniki in enim županom (predstavnik mesta Zottegem).
Grof Egmontski je imel oblast tudi nad svetniškim odborom fevdnega dvora ('Grote Toren') in v njegovo posest je spadala tudi župnija Velzeke (z lastnim odborom). Nobena od župnij ni imela župana, saj je dežela Zottegem kot celota imela samo enega župana, katerega funkcija je bila dedna.
V sedemnajstem stoletju je dežela Zottegem imela tri sodišča: mestno sodišče z odborniki (aman ali župan in sedem odbornikov) za spore med prebivalci mesta Zottegema, gospoščinsko sodišče z odborniki (župan in sedem odbornikov - predstavnikov, po eden na vas) za spore med prebivalci gospoščine. Krovno sodišče dežele Zottegem je bilo sestavljeno iz dveh svetniških odborov (glavni svetniki in deželni svetniki skupaj), ki ju je vodil glavni sodni izvršitelj, ki je zastopal deželo Zottegem na glavnem sodišču dežele Aalst.
Dežela Zottegem je bila uporabljena samo za izračun porazdelitve davčnih bremen od leta 1317. Neposredni davki (pretvorba) za monarha so bili razdeljeni na tri enake dele; mesto, alodialna gospoščina, Wijnhuize vsak plača tretjino. Lastni dohodki mesta Zottegem (trošarine na blago in sodarina) so bili uporabljeni za vzdrževanje cest in notranje stroške.

## Gospodje in baroni Zottegemski
Skozi stoletja je naziv 'gospod Zottegemski' prehajal na različne plemiške družine prek dedovanja in porok.

### Rodbina gospodov Sotteghemskih
- ????–1072: Gerardus (Geraard),
- 1072-1088: Rothardus
- 1088-1090: Gerardus (Geraard),
- 11??-????: Walterus (Walter/Wouter) I.,
- 11??-ok.1186: Walterus (Walter/Wouter) II., [3].
- ok. 1186-ok.1212: Walterus (Walter/Wouter) III.,
- ok. 1212-ok.1215: Walterus (Walter/Wouter) IV.,

### Rodbina Edingenskih
- 1215-po 1239: Aleidis  (Adelheid/Ida), hči Walterusa III. (in edini preživeli dedič), se je leta 1219 poročila z vitezom Sigerusom (Zeger I. Edingenski)  , tako da je naziv 'gospod Zottegemski' ( sire de Sotengien , dominus de Sotengem ) prešel na rodbino Edingenskih. Leta 1239 je Zeger končal listino z besedami actum in domo mea apud Sotenghien.
- ok.1239-ok.1288: : Gerardus (Geraard) I., mlajši sin Aleidisa in Zegerja
- ok.1288–1307: Gerardus (Geraard) II., sin Gerardusa I.,
- 1307–1320: Hugo IV., sin Gerardusa II.,

### Rodbina Antoing
- 1320–1323: Hugo II. Antoing, poročen z  Marijo Zottegemsko,  (potomko Huga I.), ki umre 1323
- 1323–ok.1354: Isabeau (Izabela) Antoinška. Po Marijini smrti leta 1323 je naslov prešel na njeno hčer Isabello (Isabeau) Antoinško, vikonteso Gentsko, ki se je 30. novembra 1327 s tretjo poroko poročila z velikim francoskim komornikom Janezom I. Melunskim (umrl 1350) .

### Rodbina Melun
- ok.1354–1406: Hugo I. Melunski (Hugues), tudi gentski vikont in gospod Antoinški,
- 1406-1451: Janez IV. Melunski svetovalec in komornik burgundskega vojvode Filipa Dobrega,
- 1451–1456: Filipota Melunska  poročena leta 1441 s Thibautom Luksemburškim-Lignyjem,

### Rodbina Luksemburško-Fienneških
- 1456–1481: Janez Luksemburško-Fienneški,   sin Thibauta in Filipote, poročen z Jacqueline van Gavere-Schorisse, umrl brez otrok na Portugalskem 17. aprila 1485,
- 1481–1487: Jakob I. Luksemburško-Fienneški, sin Thibauta in Filipote, brat Jakoba I.
- 1487-1517: Jakob II. Luksemburško-Fienneški, sin Jakoba I. Luksemburško-Fienneškega, prosil za združitev gospostev Zottegem in Gavere in zavrnjen; leta 1517 kupil tudi gospostvo Gavere. Umrl je leta 1517 in pokopan v Zottegemu.
- 1517-1530: Jakob III. Luksemburško-Fienneški, sin Jakoba II. Luksemburško-Fienneškega, umrl brez otrok; Dedinja, sestra Frančiška Luksemburška se je leta 1516 v Bruslju poročila z Janezom IV. Egmontskim (umrla 1557 in pokopana v Zottegemu),

### Rodbina grofov Egmontskih in Egmontsko-Pignatelli
| vladal      | Ime                      | rojen              | umrl               | družina |
| ----------- | ------------------------ | ------------------ | ------------------ | ------- |
| 1530 - 1568 | Lamoral I.               | 18. november 1522  | 5. junij 1568      | brat    |
| 1568 - 1590 | Filip                    | 1558               | 14. marec 1590     | sin     |
| 1590 - 1617 | Lamoral II.              | ca. 1565           | 23. maj 1617       | brat    |
| 1617 - 1620 | Karel II.                | 1567               | 18. januari 1620   | brat    |
| 1620 - 1654 | Ludvik                   | 1600               | 27. julij 1654     | sin     |
| 1654 - 1682 | Ludvik Filip             | 1630               | 16. marec 1682     | sin     |
| 1682 - 1693 | Ludvik Ernest            | 1665               | 17. september 1693 | sin     |
| 1693 - 1707 | Prokop Franc             | 18. september 1664 | 15. september 1707 | brat    |
| 1707-1743   | Prokop Pignatelli*       | 20. november 1703  | 1. maj 1743        | nečak   |
| 1743-1753   | Gvido Feliks Pignatelli* | 5. november 1720   | 3. julij 1753      | sin     |
| 1753-1795   | Kazimir Pignatelli*      | 6. november 1727   | 1. december 1801   | brat    |